# Projector CRT

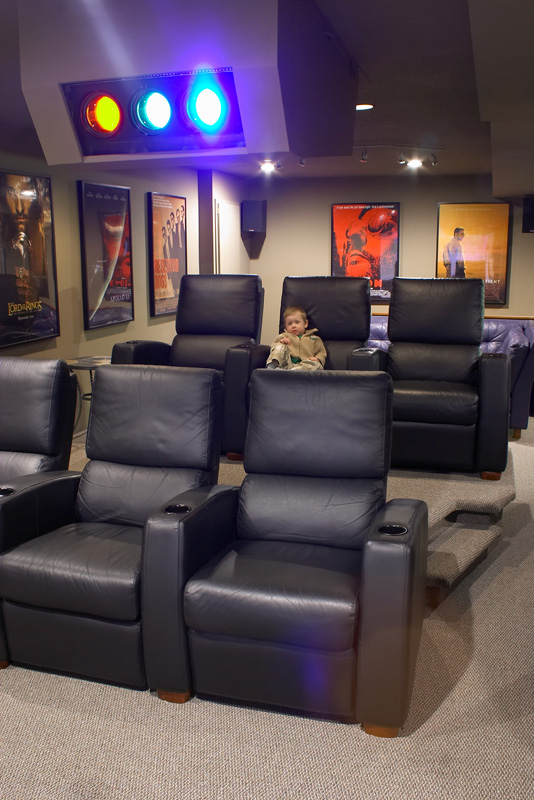
Projector a TRC Zenith 1200 (2006)

Un projector TRC o projector a TRC és un tipus de projector de vídeo en el qual la imatge es genera com en un televisor clàssic mitjançant tubs TRC. Típicament, s'utilitzen tres tubs: vermell, verd i blau, que produeixen tres imatges diferents que cal superposar perfectament per tal d'obtenir una correcta imatge de color.

## Característiques
El projector TRC (o projector de Tub de Raigs Catòdics) utilitza un tipus de tub de raigs catòdics petit i molt lluminós com a element generador d'imatge. La imatge és llavors enfocada i ampliada sobre la pantalla emprant una lent situada davant de la cara de cada TRC. Els primers projectors TRC de color van sortir a principis de 1950. N'hi havia de blanc i negre, però finalment la majoria dels projectors TRC moderns van ser de color amb tres TRC monocroms separats (en lloc d'un sol TRC de color), amb lents separades que aconseguien les imatges en color per superposició dels tres componentssobre la pantalla.
Els components de color vermell, verd i blau del senyal de vídeo d'entrada són processats i enviats als respectius tubs de raigs catòdics, les imatges se centren en els seus objectius per aconseguir les imatges en color per superposició sobre la pantalla. Diversos dissenys han entrat en la seva producció, incloent el disseny TRC-direct-lens" i el TRC-Schmidt, que atacava una pantalla de fòsfor il·luminant un mirall esfèric perforat, tot dins d'un "tub de buit".

## Pros i Contres

### Avantatges
- Llarga vida útil; mantenint una bona lluminositat del TRC (unes 10.000 hores).[3]
- Projectors TRC de gamma alta poden mostrar amb precisió les imatges de fins a 1920 x 1200[4][5] amb una reproducció precisa del color. Alguns projectors poden arribar a resolucions encara més grans (fins a 3200 x 2560), malgrat que la seva capacitat per resoldre els detalls fins en aquesta resolució es redueix considerablement.
- Superior nivell de negre en comparació amb els projectors basats en LCD i DLP.
- Igual que amb els monitors TRC, la resolució de la imatge i la freqüència d'actualització són variables dins de certs límits, es pot jugar directament amb l'entrellaçat, sense necessitat de mecanismes especials.
- Temps de resposta molt ràpid (especialment en comparació amb els projectors basats en LCD), del que en resulta una mínima (si és que n'hi ha) distorsió del moviment al visualitzar escenes de vídeo amb moviments ràpids.
- Els projectors TRC no mostren l'efecte arc de Sant Martí que s'observa amb projectors DLP d'un sol xip.

### Desavantatges
- Els projectors TRC són considerablement més grans i més pesats que els projectors LCD i DLP equivalents.[6]
- Els projectors TRC requereixen molt més temps per configurar-los i ajustar-los que els projectors basats en LCD i DLP.
- La lluentor absoluta ANSI assolible amb projectors TRC és menor que amb els projectors LCD i DLP comparables.
- Els projectors TRC de gamma baixa o mal ajustats poden patir de divergència de color o distorsió geomètrica (per exemple, les línies rectes no sempre apareixeran completament rectes, sobretot a prop de les cantonades).
- Els projectors TRC utilitzen més energia, implicant costos més elevats que les unitats de LCD i DLP.
- A diferència dels projectors LCD o DLP, els projectors TRC són una mica propens al burn-in. Això pot conduir a problemes d'uniformitat de brillantor en els projectors que s'utilitzen amb freqüència tant amb la proporció de 4: 3 com amb pantalla ampla.
- El preu és relativament més elevat que el dels projectors LCD i DLP equivalents

## Obsolescència de la tecnologia
Els retro-projectors de vídeo a TRC es van usar majoritàriament durant la dècada de 1980-1990, quasi sempre en aplicacions professionals a causa del seu elevat preu. El senyal de vídeo d'entrada podia provenir de diferents fonts, com ara un sintonitzador de televisió (terrestre o via satèl·lit), un ordinador personal, etc.
Fins a la dècada de 1990 era l'única tecnologia per projectors de vídeo per a pantalles arribant a una diagonal de més de 100 polzades (254 cm), però després d'aquesta dècada, la ràpida caiguda dels preus dels projectors LCD, ha fet que substituïssin als projectors de TRC, que, a part, tenen millors "performances" i unes dimensions i pes molt inferiors.